# Bellesserre
Bellesserre (Bèrasèrra en occitan) est une commune française située dans le nord du département de la Haute-Garonne, en région Occitanie. Sur le plan historique et culturel, la commune fait partie du pays de Rivière-Verdun, un petit pays d'élection de l'est de la Gascogne, à l'écart des grandes voies de communication, et s'étageant sur les terrasses de la rive gauche de la Garonne, entre la vallée de la Save et la Lomagne, et se prolongeant en Gascogne toulousaine.
Exposée à un climat océanique altéré, elle est drainée par le ruisseau de Dère, le ruisseau de la Goutoule et par divers autres petits cours d'eau. La commune possède un patrimoine naturel remarquable composé d'une zone naturelle d'intérêt écologique, faunistique et floristique.
Bellesserre est une commune rurale qui compte 110 habitants en 2022, après avoir connu une forte hausse de la population depuis 1975. Elle fait partie de l'aire d'attraction de Toulouse. Ses habitants sont appelés les Bellesserrois ou  Bellesserroises.

## Géographie

### Localisation
La commune de Bellesserre se trouve dans le département de la Haute-Garonne, en région Occitanie.
Elle se situe à 34 km à vol d'oiseau de Toulouse, préfecture du département, et à 23 km de Léguevin, bureau centralisateur du canton de Léguevin dont dépend la commune depuis 2015 pour les élections départementales.
La commune fait en outre partie du bassin de vie de Cadours.
Les communes les plus proches sont : Beaupuy (Tarn-et-Garonne),Lagraulet-Saint-Nicolas (2,5 km), Drudas (4,1 km), Le Burgaud (4,3 km), Pelleport (5,8 km), Bouillac (5,9 km), Cabanac-Séguenville (6,0 km), Puysségur (6,0 km).
Sur le plan historique et culturel, Bellesserre fait partie du pays de Rivière-Verdun, un petit pays d'élection de l'est de la Gascogne sis à l'écart des grandes voies de communication. Ce territoire s'étage sur les terrasses de la rive gauche de la Garonne, entre la vallée de la Save et la Lomagne, et se prolonge plein est en Gascogne toulousaine.
Bellesserre est limitrophe de quatre autres communes dont une dans le département de Tarn-et-Garonne.
Les communes limitrophes sont  Beaupuy, Drudas, Lagraulet-Saint-Nicolas et Le Burgaud.
|                         | Beaupuy (Tarn-et-Garonne) |            |
| Lagraulet-Saint-Nicolas | Bellesserre               | Le Burgaud |
|                         | Drudas                    |            |

### Relief et géologie
La superficie de la commune est de 339 hectares ; son altitude varie de 174  à   274 mètres.

### Hydrographie

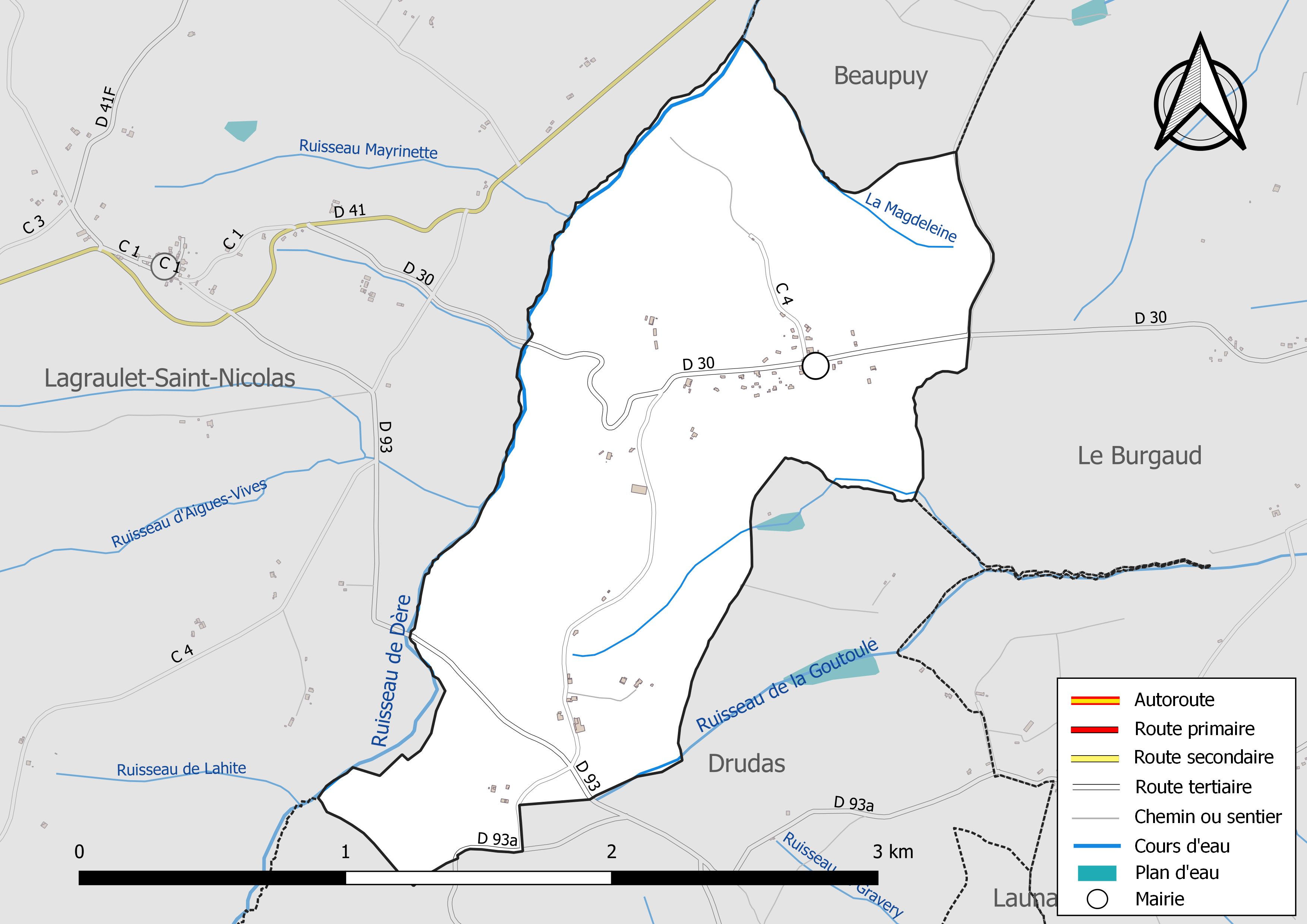
Réseaux hydrographique et routier de Bellesserre.

La commune est dans le bassin de la Garonne, au sein du bassin hydrographique Adour-Garonne. Elle est drainée par le ruisseau de Dère, le ruisseau de la Goutoule, la Magdeleine et par deux petits cours d'eau, constituant un réseau hydrographique de 4 km de longueur totale,.
Le ruisseau de Dère, d'une longueur totale de 15,7 km, prend sa source dans la commune de Puysségur et s'écoule du sud-ouest vers le nord-est. Il traverse la commune et se jette dans le ruisseau de Nadesse à Bouillac, après avoir traversé 8 communes.

### Climat
Pour des articles plus généraux, voir Climat de l'Occitanie et Climat de la Haute-Garonne.
En 2010, le climat de la commune est de type climat du Bassin du Sud-Ouest, selon une étude s'appuyant sur une série de données couvrant la période 1971-2000. En 2020, Météo-France publie une typologie des climats de la France métropolitaine dans laquelle la commune est exposée à un climat océanique altéré et est dans la région climatique Aquitaine, Gascogne, caractérisée par une pluviométrie abondante au printemps, modérée en automne, un faible ensoleillement au printemps, un été chaud (19,5 °C), des vents faibles, des brouillards fréquents en automne et en hiver et des orages fréquents en été (15 à 20 jours).
Pour la période 1971-2000, la température annuelle moyenne est de 13,4 °C, avec une amplitude thermique annuelle de 15,3 °C. Le cumul annuel moyen de précipitations est de 748 mm, avec 9,5 jours de précipitations en janvier et 5,5 jours en juillet. Pour la période 1991-2020, la température moyenne annuelle observée sur la station météorologique la plus proche, située sur la commune de Blagnac à 28 km à vol d'oiseau, est de 14,2 °C et le cumul annuel moyen de précipitations est de 627,0 mm,. Pour l'avenir, les paramètres climatiques de la commune estimés pour 2050 selon différents scénarios d’émission de gaz à effet de serre sont consultables sur un site dédié publié par Météo-France en novembre 2022.

### Milieux naturels et biodiversité

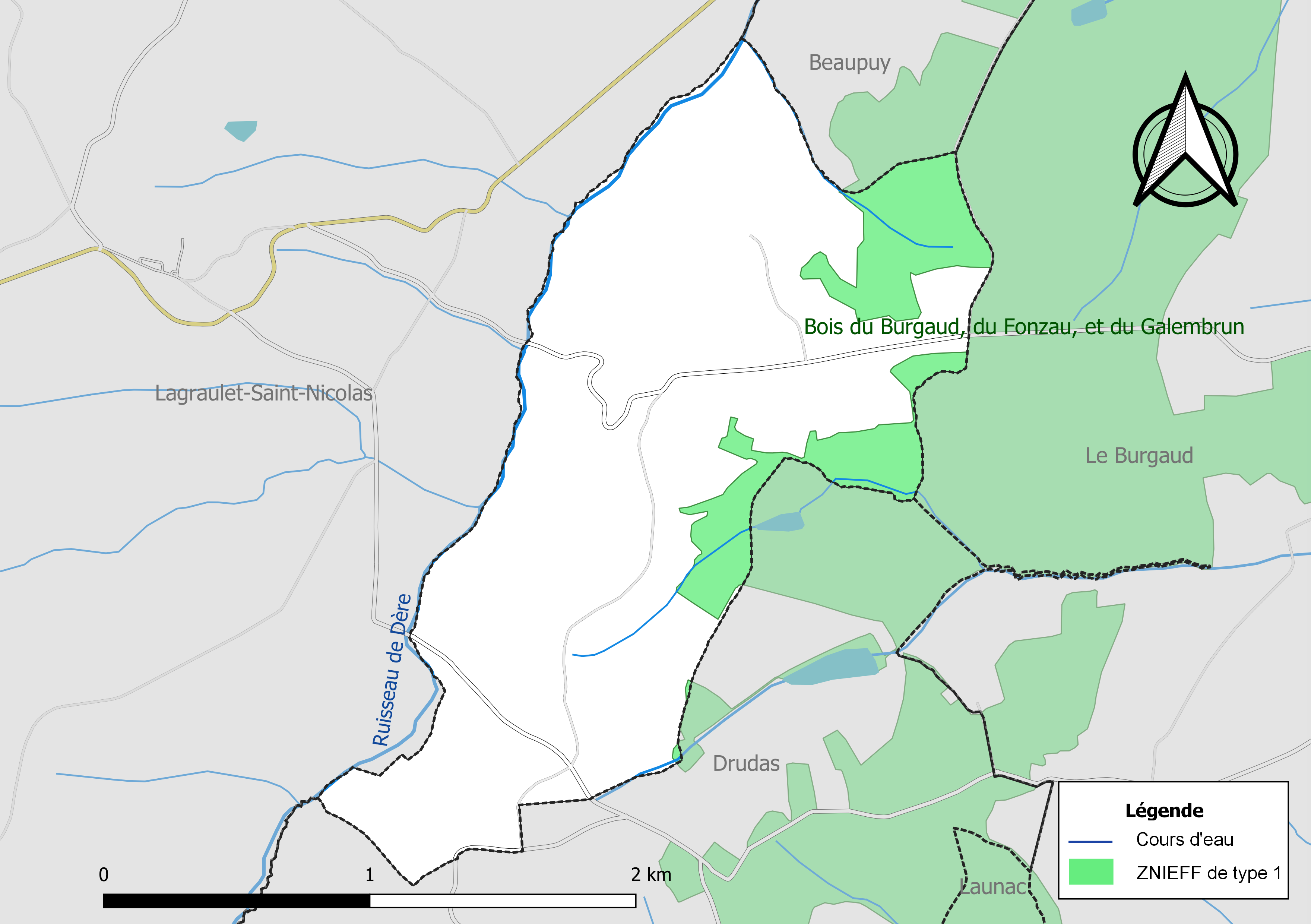
Carte de la ZNIEFF de type 1 localisée sur la commune.

L’inventaire des zones naturelles d'intérêt écologique, faunistique et floristique (ZNIEFF) a pour objectif de réaliser une couverture des zones les plus intéressantes sur le plan écologique, essentiellement dans la perspective d’améliorer la connaissance du patrimoine naturel national et de fournir aux différents décideurs un outil d’aide à la prise en compte de l’environnement dans l’aménagement du territoire.
Une ZNIEFF de type 1 est recensée sur la commune :
les « bois du Burgaud, du Fonzau, et du Galembrun » (560 ha), couvrant 5 communes dont quatre dans la Haute-Garonne et une dans le Tarn-et-Garonne.

## Urbanisme

### Typologie
Au 1er janvier 2024, Bellesserre est catégorisée commune rurale à habitat dispersé, selon la nouvelle grille communale de densité à sept niveaux définie par l'Insee en 2022.
Elle est située hors unité urbaine. Par ailleurs la commune fait partie de l'aire d'attraction de Toulouse, dont elle est une commune de la couronne,. Cette aire, qui regroupe 527 communes, est catégorisée dans les aires de 700 000 habitants ou plus (hors Paris),.

### Risques majeurs
Le territoire de la commune de Bellesserre est vulnérable à différents aléas naturels : météorologiques (tempête, orage, neige, grand froid, canicule ou sécheresse), inondations et séisme (sismicité très faible). Un site publié par le BRGM permet d'évaluer simplement et rapidement les risques d'un bien localisé soit par son adresse soit par le numéro de sa parcelle.
Certaines parties du territoire communal sont susceptibles d’être affectées par le risque d’inondation par débordement de cours d'eau, notamment le ruisseau de Dère. La commune a été reconnue en état de catastrophe naturelle au titre des dommages causés par les inondations et coulées de boue survenues en 1982, 1999 et 2009,.

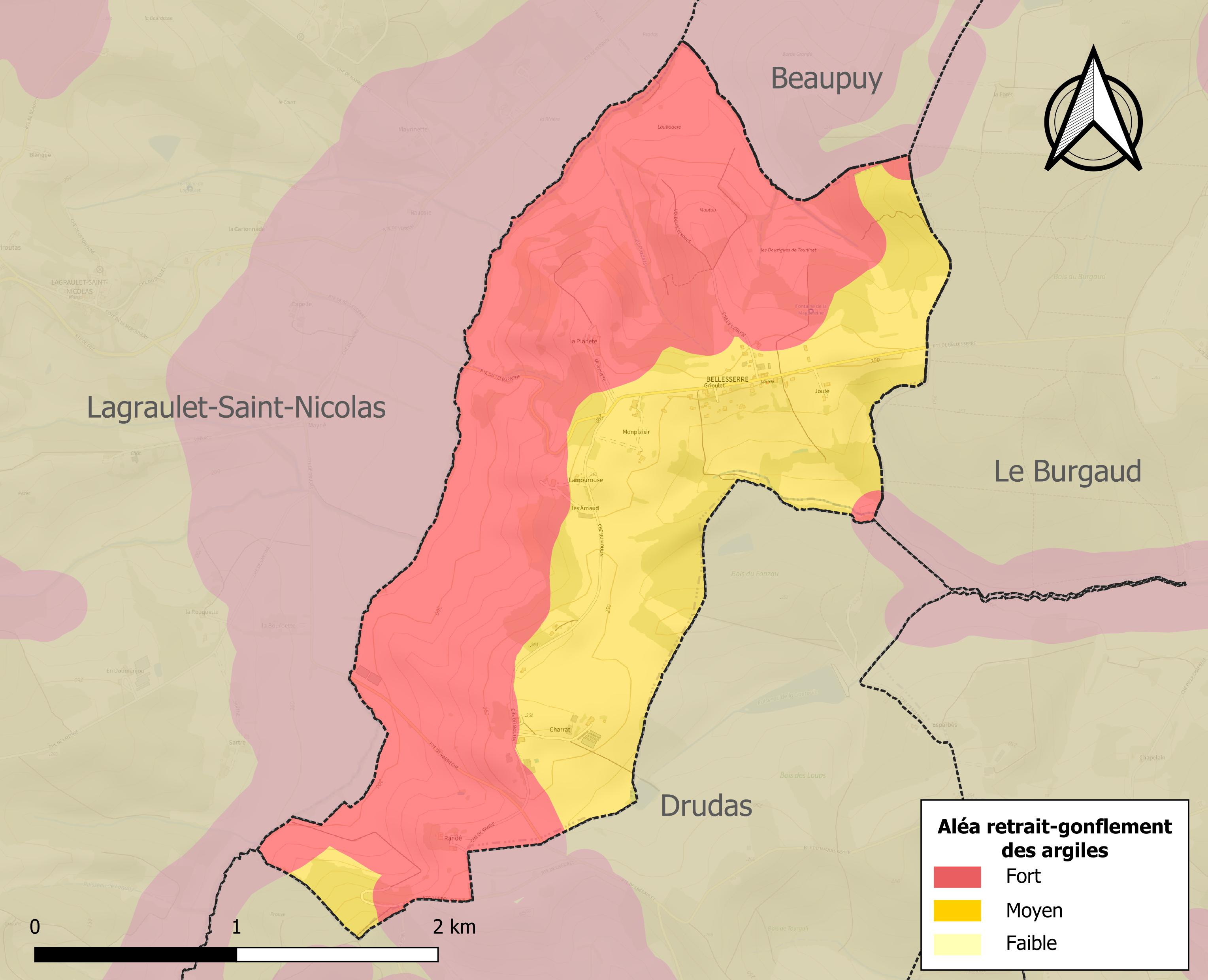
Carte des zones d'aléa retrait-gonflement des sols argileux de Bellesserre.

Le retrait-gonflement des sols argileux est susceptible d'engendrer des dommages importants aux bâtiments en cas d’alternance de périodes de sécheresse et de pluie. La totalité de la commune est en aléa moyen ou fort (88,8 % au niveau départemental et 48,5 % au niveau national). Sur les 36 bâtiments dénombrés sur la commune en 2019, 36 sont en aléa moyen ou fort, soit 100 %, à comparer aux 98 % au niveau départemental et 54 % au niveau national. Une cartographie de l'exposition du territoire national au retrait gonflement des sols argileux est disponible sur le site du BRGM,.
Par ailleurs, afin de mieux appréhender le risque d’affaissement de terrain, l'inventaire national des cavités souterraines permet de localiser celles situées sur la commune.
Concernant les mouvements de terrains, la commune a été reconnue en état de catastrophe naturelle au titre des dommages causés par la sécheresse en 1989, 1992, 1993, 2000, 2002 et 2003 et par des mouvements de terrain en 1999.

## Histoire

### Administration municipale
Le nombre d'habitants au recensement de 2017 étant compris entre 100 habitants et 499 habitants, le nombre de membres du conseil municipal pour l'élection de 2020 est de onze,.

### Rattachements administratifs et électoraux
Commune faisant partie de la sixième circonscription de la Haute-Garonne, de la communauté de communes des Hauts Tolosans et du canton de Léguevin (avant le redécoupage départemental de 2014, Bellesserre faisait partie de l'ex-canton de Cadours) et avant le 1er janvier 2017 de la communauté de communes des Coteaux de Cadours.

### Liste des maires
| Période                                  | Période   | Identité          | Étiquette | Qualité  |
| ---------------------------------------- | --------- | ----------------- | --------- | -------- |
| Les données manquantes sont à compléter. |           |                   |           |          |
| mars 2001                                | 2008      | Gérard Maigne     |           |          |
| mars 2008                                | juin 2017 | Christian Danihel | DVD       | Retraité |
| juillet 2017                             | En cours  | Sébastien Noël    |           |          |

## Population et société

### Démographie
| 1793 | 1800 | 1806 | 1821 | 1831 | 1836 | 1841 | 1846 | 1851 |
| ---- | ---- | ---- | ---- | ---- | ---- | ---- | ---- | ---- |
| 114  | 134  | 139  | 134  | 131  | 121  | 123  | 118  | 119  |

| 1856 | 1861 | 1866 | 1872 | 1876 | 1881 | 1886 | 1891 | 1896 |
| ---- | ---- | ---- | ---- | ---- | ---- | ---- | ---- | ---- |
| 109  | 113  | 108  | 94   | 95   | 89   | 80   | 75   | 66   |

| 1901 | 1906 | 1911 | 1921 | 1926 | 1931 | 1936 | 1946 | 1954 |
| ---- | ---- | ---- | ---- | ---- | ---- | ---- | ---- | ---- |
| 73   | 60   | 58   | 50   | 64   | 61   | 52   | 41   | 49   |

| 1962 | 1968 | 1975 | 1982 | 1990 | 1999 | 2005 | 2006 | 2010 |
| ---- | ---- | ---- | ---- | ---- | ---- | ---- | ---- | ---- |
| 40   | 40   | 42   | 36   | 33   | 50   | 78   | 79   | 86   |

| 2015 | 2020 | 2022 | - | - | - | - | - | - |
| ---- | ---- | ---- | - | - | - | - | - | - |
| 114  | 105  | 110  | - | - | - | - | - | - |

| selon la population municipale des années : | 1968 | 1975 | 1982 | 1990 | 1999 | 2006 | 2009 | 2013 |
| Rang de la commune dans le département      | 540  | 578  | 563  | 553  | 508  | 506  | 498  | 478  |
| Nombre de communes du département           | 592  | 582  | 586  | 588  | 588  | 588  | 589  | 589  |

### Enseignement
Bellesserre fait partie de l'académie de Toulouse.

### Activités sportives
Pétanque, chasse,

### Écologie et recyclage
La collecte et le traitement des déchets des ménages et des déchets assimilés ainsi que la protection et la mise en valeur de l'environnement se font dans le cadre de la communauté de communes des Coteaux de Cadours.
Une déchetterie est présente sur la commune de Cadours.

## Économie

### Emploi
|                | 2008  | 2013  | 2018  |
| -------------- | ----- | ----- | ----- |
| Commune        | 8,2 % | 4,5 % | 5,8 % |
| Département    | 7,7 % | 9,6 % | 9,3 % |
| France entière | 8,3 % | 10 %  | 10 %  |

En 2018, la population âgée de 15 à 64 ans s'élève à 71 personnes, parmi lesquelles on compte 78,3 % d'actifs (72,5 % ayant un emploi et 5,8 % de chômeurs) et 21,7 % d'inactifs,. En  2018, le taux de chômage communal (au sens du recensement) des 15-64 ans est inférieur à celui de la France et département, alors qu'en 2008 il était supérieur à celui du département et inférieur à celui de la France.
La commune fait partie de la couronne de l'aire d'attraction de Toulouse, du fait qu'au moins 15 % des actifs travaillent dans le pôle,. Elle compte 8 emplois en 2018, contre 5 en 2013 et 6 en 2008. Le nombre d'actifs ayant un emploi résidant dans la commune est de 51, soit un indicateur de concentration d'emploi de 16 % et un taux d'activité parmi les 15 ans ou plus de 65,9 %.
Sur ces 51 actifs de 15 ans ou plus ayant un emploi, 7 travaillent dans la commune, soit 14 % des habitants. Pour se rendre au travail, 92 % des habitants utilisent un véhicule personnel ou de fonction à quatre roues, 2 % s'y rendent en deux-roues, à vélo ou à pied et 6 % n'ont pas besoin de transport (travail au domicile).

### Activités hors agriculture
6 établissements sont implantés  à Bellesserre au 31 décembre 2019.
Le secteur des autres activités de services est prépondérant sur la commune puisqu'il représente 33,3 % du nombre total d'établissements de la commune (2 sur les 6 entreprises implantées  à Bellesserre), contre 7,9 % au niveau départemental.

### Agriculture
|               | 1988 | 2000 | 2010 | 2020 |
| ------------- | ---- | ---- | ---- | ---- |
| Exploitations | 7    | 6    | 5    | 4    |
| SAU (ha)      | 367  | 292  | 303  | 353  |

La commune est dans les « Coteaux du Gers », une petite région agricole occupant une partie nord-ouest du département de la Haute-Garonne, caractérisée par une succession de coteaux peu accidentés, les surfaces cultivées étant entièrement dévolues aux grandes cultures. En 2020, l'orientation technico-économique de l'agriculture  sur la commune est la polyculture et/ou le polyélevage. Quatre exploitations agricoles ayant leur siège dans la commune sont dénombrées lors du recensement agricole de 2020 (sept en 1988). La superficie agricole utilisée est de 353 ha,,.

## Culture locale et patrimoine

### Lieux et monuments
- Église Sainte-Madeleine.